# Saint-André-de-Messei
Saint-André-de-Messei és un municipi francès situat al departament de l'Orne i a la regió de Normandia. L'any 2007 tenia 532 habitants.

## Demografia

### Població
El 2007 la població de fet de Saint-André-de-Messei era de 532 persones. Hi havia 194 famílies de les quals 32 eren unipersonals (28 homes vivint sols i 4 dones vivint soles), 63 parelles sense fills, 87 parelles amb fills i 12 famílies monoparentals amb fills.
La població ha evolucionat segons el següent gràfic:
Habitants censats

### Habitatges
El 2007 hi havia 203 habitatges, 198 eren l'habitatge principal de la família, 4 eren segones residències i 1 estava desocupat. 199 eren cases i 4 eren apartaments. Dels 198 habitatges principals, 180 estaven ocupats pels seus propietaris i 18 estaven llogats i ocupats pels llogaters; 1 tenia una cambra, 9 en tenien dues, 14 en tenien tres, 66 en tenien quatre i 108 en tenien cinc o més. 156 habitatges disposaven pel capbaix d'una plaça de pàrquing. A 83 habitatges hi havia un automòbil i a 105 n'hi havia dos o més.

### Piràmide de població
La piràmide de població per edats i sexe el 2009 era:
| Homes | Edats   | Dones |
| ----- | ------- | ----- |
| 0     | 95 o +  | 0     |
| 0     | 90 a 94 | 0     |
| 0     | 85 a 89 | 0     |
| 0     | 80 a 84 | 0     |
| 0     | 75 a 79 | 0     |
| 16    | 70 a 74 | 8     |
| 4     | 65 a 69 | 16    |
| 16    | 60 a 64 | 4     |
| 8     | 55 a 59 | 12    |
| 20    | 50 a 54 | 20    |
| 36    | 45 a 49 | 24    |
| 12    | 40 a 44 | 12    |
| 20    | 35 a 39 | 32    |
| 28    | 30 a 34 | 20    |
| 20    | 25 a 29 | 12    |
| 8     | 20 a 24 | 16    |
| 12    | 15 a 19 | 4     |
| 16    | 10 a 14 | 28    |
| 16    | 5 a 9   | 28    |
| 8     | 0 a 4   | 28    |

## Economia
El 2007 la població en edat de treballar era de 374 persones, 273 eren actives i 101 eren inactives. De les 273 persones actives 258 estaven ocupades (142 homes i 116 dones) i 16 estaven aturades (8 homes i 8 dones). De les 101 persones inactives 28 estaven jubilades, 45 estaven estudiant i 28 estaven classificades com a «altres inactius».

### Ingressos
El 2009 a Saint-André-de-Messei hi havia 217 unitats fiscals que integraven 560 persones, la mediana anual d'ingressos fiscals per persona era de 17.958 €.

### Activitats econòmiques
Dels 13 establiments que hi havia el 2007, 3 eren d'empreses de fabricació d'altres productes industrials, 2 d'empreses de construcció, 7 d'empreses de comerç i reparació d'automòbils i 1 d'una entitat de l'administració pública.
Dels 2 establiments de servei als particulars que hi havia el 2009, 1 era un paleta i 1 fusteria.
L'únic establiment comercial que hi havia el 2009 era una floristeria.
L'any 2000 a Saint-André-de-Messei hi havia 29 explotacions agrícoles que ocupaven un total de 658 hectàrees.

## Poblacions més properes
El següent diagrama mostra les poblacions més properes.